# Бери (Сарт)
Бери (фр. Bérus) је насељено место у Француској у региону Лоара, у департману Сарт.
По подацима из 2011. године у општини је живело 438 становника, а густина насељености је износила 65,08 становника/km².

## Демографија
| 1962. | 1968. | 1975. | 1982. | 1990. | 2011. |
| ----- | ----- | ----- | ----- | ----- | ----- |
| 202   | 196   | 239   | 352   | 360   | 438   |